# Walter Lure
Walter Lure (22. dubna 1949 – 22. srpna 2020) byl americký kytarista a zpěvák. Spolu s Johnnym Thundersem byl jediným stálým členem kapely The Heartbreakers (1975–1978 a občasně až do roku 1990). Se skupinou nahrál její jediné studiové album L. A. M. F. (1977) a také koncertní záznam Live at Max's Kansas City (1979). Hrál i na Thundersových sólových albech So Alone (1978), Diary of a Lover (1982), Too Much Junkie Business (1983) a In Cold Blood (1983) a také na čtyřech deskách kapely Ramones – Subterranean Jungle (1983), Too Tough to Die (1984), Animal Boy (1986) a Halfway to Sanity (1987). Od devadesátých let působil v kapele The Waldos, s níž nahrál alba Rent Party (1994) a Wacka Lacka Loom Bop a Loom Bam Boo (2018) a také koncertní záznam Live in Brooklyn (2017). Dlouhodobě působil jako makléř na Wall Street. V březnu 2020 vydal autobiografickou knihu s názvem To Hell and Back: My Life in Johnny Thunders' Heartbreakers, in the Words of the Last Man Standing. V červenci 2020 mu byla diagnostikována rakovina jater a plic, které následujícího měsíce ve věku 71 let podlehl.